# Азербайджанська державна філармонія

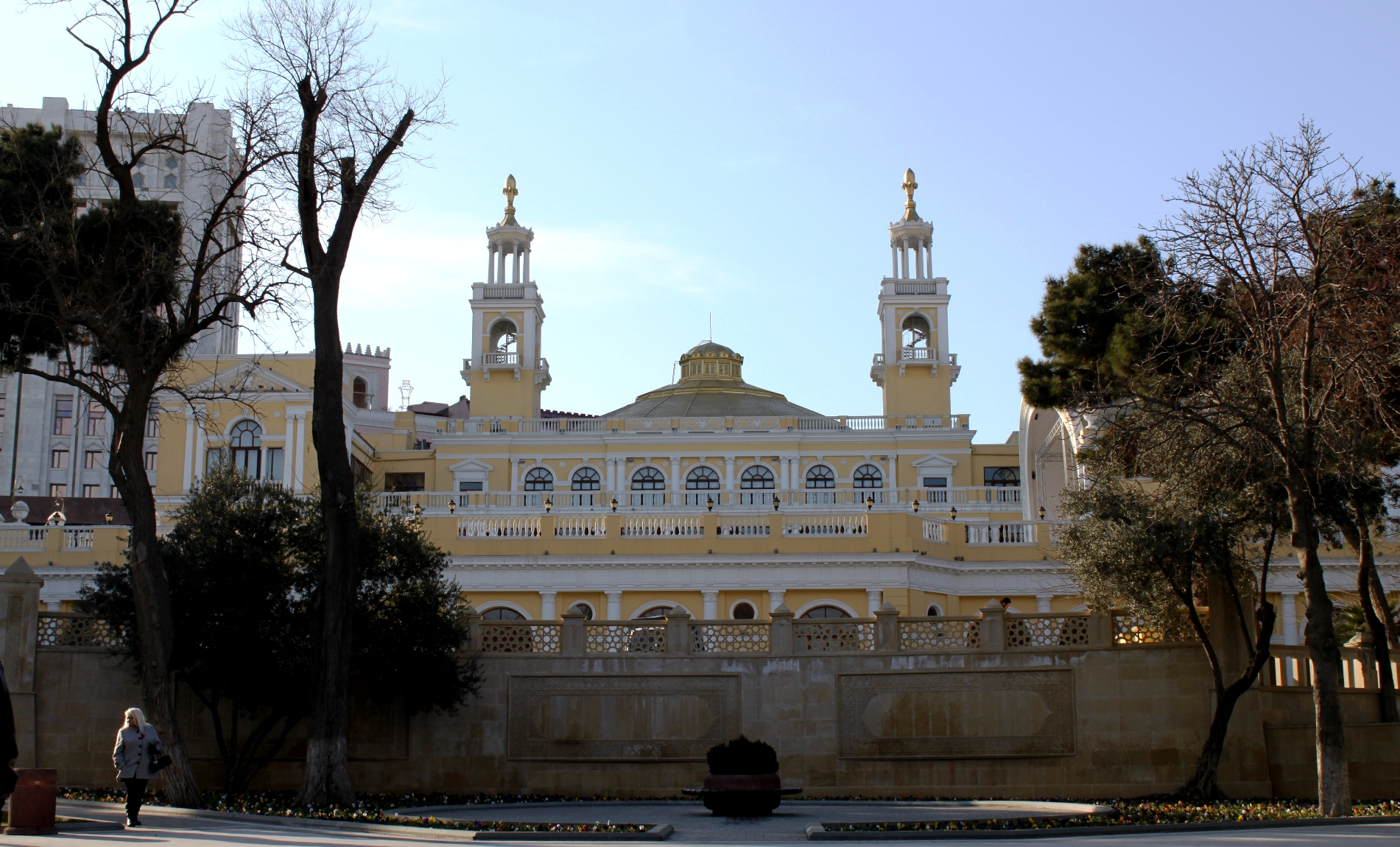
Азербайджанська державна філармонія.

Азербайджанська державна філармонія імені Мусліма Магомаєва (азерб. Azərbaycan Dövlət filarmoniyası) — концертний зал в Баку.

## Історія
Будинок Громадського зібрання — Філармонія (Баку) 1910—1914
Баку — це місто, де східна і західна культури зливаються воєдино і в результаті створюються прекрасні пам'ятки мистецтва, в тому числі і архітектурні.
Один з таких пам'яток архітектурного мистецтва міста — будівля Громадського зібрання, нинішньої Азербайджанської державної філармонії ім. М. Магомаєва.
Побудоване в 1910—1912 роках за проєктом цивільного інженера Г. М. Тер-Мікелова А. Я Дубовим і братами Касумова на одному з найкращих, вигідно розташованих ділянок міста — на розі Миколаївської та Садової вулиць, поставлене на підвищених відмітках другій терасі бакинського амфітеатру, будівля чудово вписалося не тільки в композицію губернаторського саду, де відвели ділянку під будівництво, але і в весь навколишній архітектурний пейзаж, який склався на початку XX століття. 

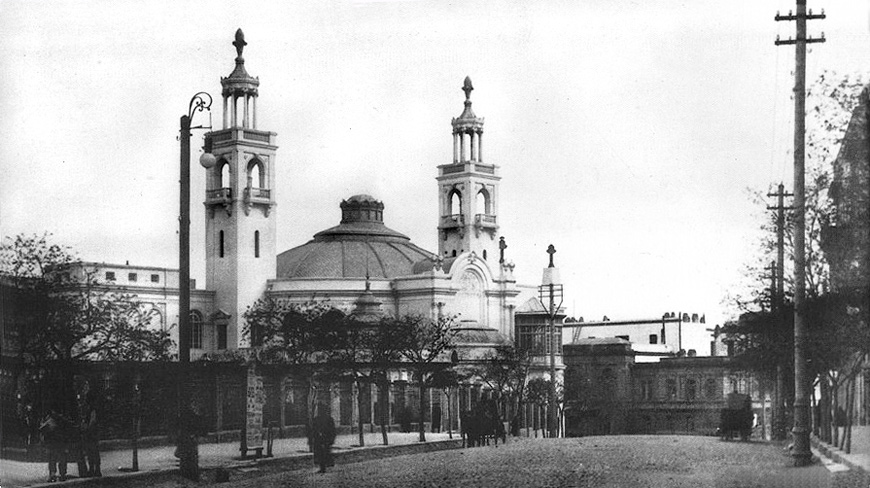
На початку XX століття.

Коли старшини Бакинського громадського зібрання в 1907 році звернулися до Міської Думи з проханням дозволити їм споруду літнього приміщення в саду, багато голосні заперечували, бо в такому разі довелося б вирубувати більше 200 багаторічних дерев. Однак у 1908 році проєкт річного приміщення Громадського зібрання на території губернаторського саду за рахунок скорочення його площі на 1664,92 кв.м. був затверджений.
Для розваги «вершків» бакинського суспільства існував в місті павільйон з дерева. Його обштукатурити, вибілили і назвали «Білим клубом». Містився він поблизу Ширванській кріпосних воріт. Якось уночі, коли дув сильний «хазрі», знаменитий бакинський норд, сталася пожежа і павільйон згорів дотла. Підозрювали, що «Білий клуб» підпалили навмисне.
Після того, як «Білий клуб» у 1910 році згорів, з'явилася необхідність створення іншої будівлі, де багатії могли б проводити свій вільний час.
Проєкт доручили архітектору Тер-Мікелову. Його навіть відрядили на Лазурний берег — в Монте-Карло, щоб він придивився до тамтешньої філармонії, ознайомився з її проєктом. І спорудив щось подібне тут, в Баку. Вважалося, що філармонія в Монте-Карло за своєю красою займає одне з перших місць в Європі. Тер-Мікеле повернувся з Монте-Карло, переповнений враженнями і задумами.
Остаточно проєкт був розроблений в 1910 році і представлений на затвердження будівельної комісії міської управи. На час початку будівництва клубу в 1911 році на Набережній існував бульвар, розбитий у 1909 році за ініціативою інженера Мамед Гасана Гаджинский на площі 17.323,44 кв.м..
Літній клуб фасадом звернений на будинок бр. Садихових, в профіль дивиться на будівлю Маріїнської російської жіночої гімназії, побудованої Г-З.Тагіевим, а також на палац Дебура, керуючого справами бакинської контори Ротшильда. (Згодом він продав цей палац нафтової компанії «Кавказьке товариство»).

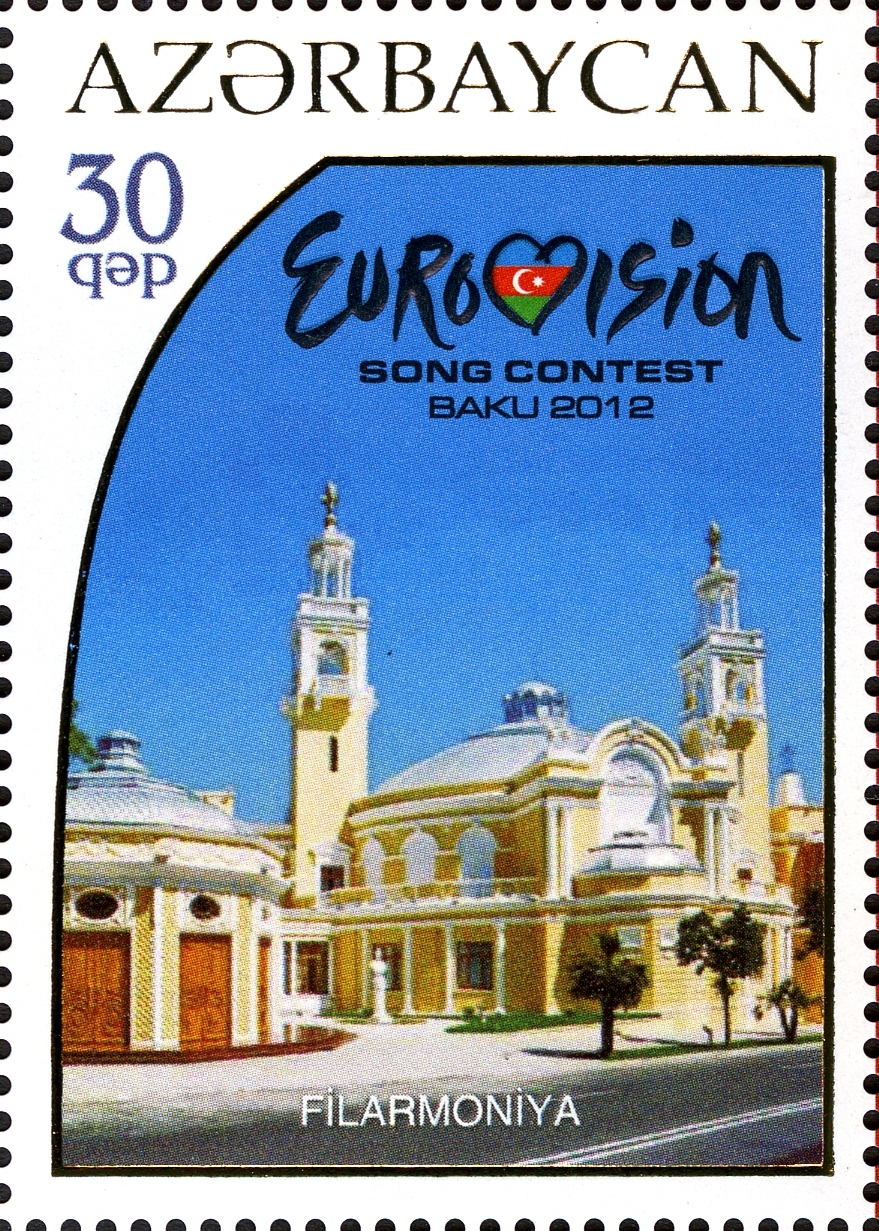
На поштовій марці Азербайджану (2012)

Розповідають, що глава цього акціонерного товариства, мільйонер Гукасов, упросив архітектора зробити так, щоб з палацу, де він проживав з сім'єю, було не тільки чути, але й видно все, що відбувається в літньому клубі. До того ж, йому не хотілося, сидячи на балконі, «милуватися» німий стіною. Прохання мільйонера уважили і надійшли досить оригінально. Зазвичай сцена у глядацькій залі «дивиться» на головний вхід. У літньому залі філармонії вхід в зал для глядачів знаходиться збоку від сцени. Так що з вікон і з балкона колишнього палацу Дебура, як на долоні, видно сцена літнього клубу.
Вже в Наприкінці 1912 року забудова міста збагатилася новим спорудою — будинком річного приміщення Громадського зібрання у формах палладіанським архітектури. Баку. Філармонія. Фото С. М. Прокудіна-Горського (1912).
У проєкті Громадського зібрання була створена (згідно з темою) живописна і виразна композиція. Достатком терас, веранд, де світло і тінь є засобом пластичного вираження об'ємних мас, будівля дещо нагадує італійську віллу епохи Відродження.
Заводчики і нафтопромисловці, багаті купці і високопоставлені чиновники, знамениті інженери, офіцери царської армії проводили в казино або літньому клубі до опівночі. Тут програвали в карти цілі статки.
Після встановлення радянської влади в Азербайджані в 20-х роках, в цій будівлі стали збиратися любителі музики, а також розрізнено діючі ансамблі та оркестри.

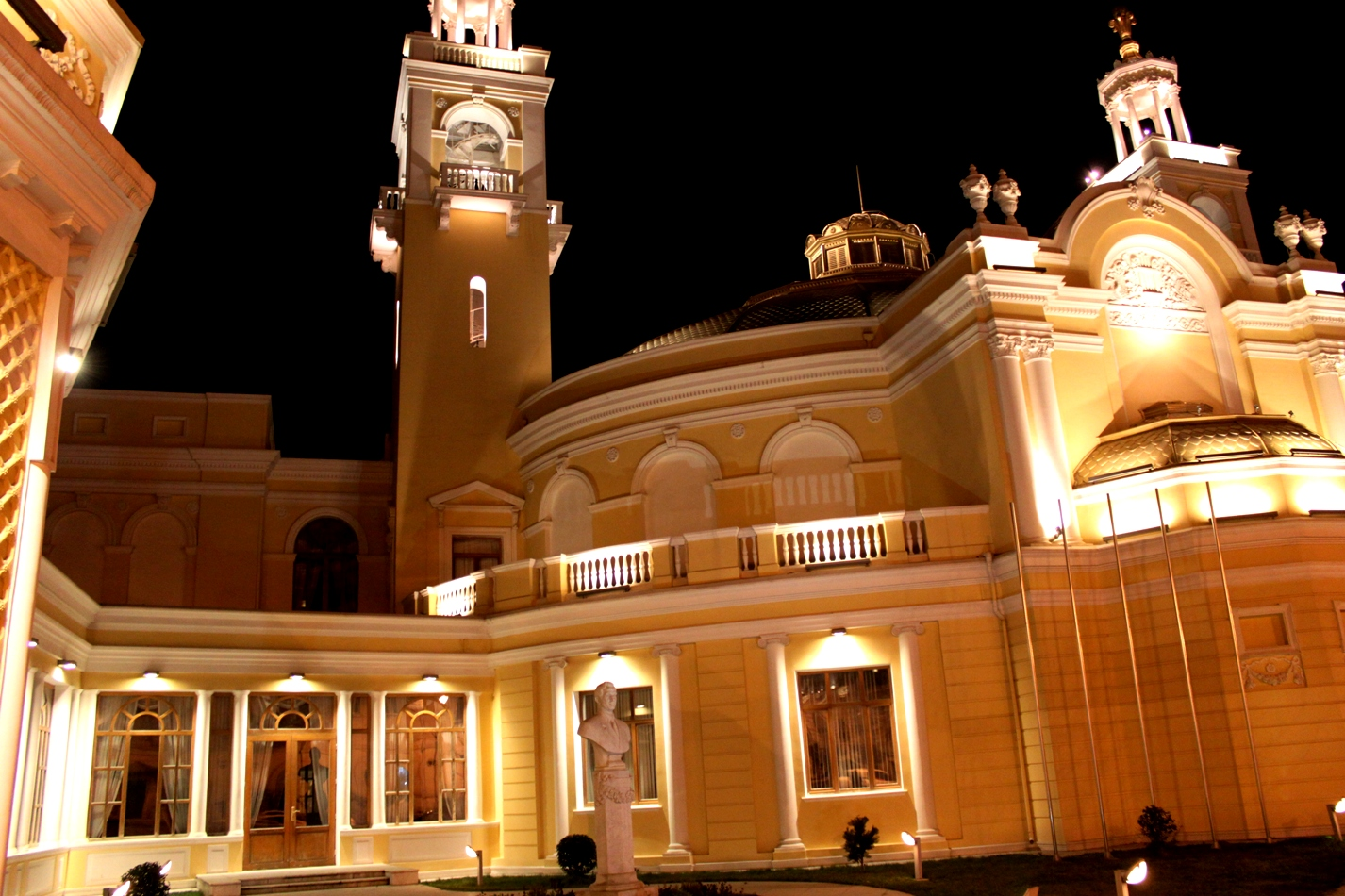
Бюст Мусліма Магомаєва, ім'я якого носить філармонія.

25 травня 1936 на базі Управління симфонічними концертами при Бакинському раді робітничо-селянських і матроських депутатів у будівлі Громадського створення була організована Азербайджанська державна Філармонія.
У 1936—37 рр.. в цій будівлі були зроблені реставраційні роботи.
Створена 25 травня 1936 рішенням Ради Народних Комісарів Азербайджанської РСР.
Розташовуване будівля була побудована в 1910—1912 роках як «Літній дім для громадських зібрань» за проєктом архітектора Г. М. Тер-Мікелова, знаходиться на вулиці Істіглаліят. Тут до 1936 року різні музичні колективи давали свої концерти, виступали з різними музичними програмами.
11 серпня 1937 рішенням РНК Азербайджану Азгосфілармоніі було дано ім'я азербайджанського композитора Мусліма Магомаєва. Тут в різний час виступали найвизначніші діячі культури Азербайджану — народні артисти Азербайджану Хан Шушінскій, Шовкет Алекперова, Ніязі, Сара Гадімова та ін, а також артисти з інших регіонів СРСР і країн.
На початку 1990-х років філармонія закрилася на ремонт. З 1996 по 2004 рр.. в філармонії проводилися ремонт і реконструкція. 27 січня 2004 відбулося урочисте відкриття будівлі філармонії після капітальної реконструкції. На відкритті були присутні Президент Азербайджану Ільхам Алієв, всесвітньо відомий віолончеліст Мстислав Ростропович.

## Колективи
- Азербайджанський державний симфонічний оркестр імені Узеира Гаджибекова
- Азербайджанський державний камерний оркестр імені Кара Караєва
- Азербайджанська державна хорова капела
- Заслужений колектив державного ансамблю танцю Азербайджану
- Азербайджанський державний оркестр народних інструментів
- Заслужений колектив імені Фікрет Амірова Азербайджанський державний ансамбль пісні і танцю
- Азербайджанське державне фортепіанне тріо
- Азербайджанський державний струнний квартет